# Sebevranje
Sebevranje (Servisch cyrillisch Себеврање) is een plaats in de Servische gemeente Vranje. De plaats telt 136 inwoners (2002).